# Сем Елліотт
Самуель Пак Елліотт (народився 9 серпня 1944 року) — американський актор. Він відомий у ролях ковбоїв та ранчо, завдяки своєму довгому обличчю, густим вусам, глибокому та резонансному голосу, а також західним рисам. Відзнаки: номінація на «Оскар», дві номінації «Золотий глобус», дві номінації на премію «Прайм-тайм Еммі» та премія Національної ради кінокритиків США за найкращу акторську гру .
На початку акторської кар'єри Елліот брав участь у незначних виступах у «Шлях на Запад» (1967), «Буч Кессіді та Санденс Кід» (1969), а також у західному телесеріалі «Димок зі ствола» (1972) та телевізійних фільмах «Вбивство у Техасі» (1981) та «Тіньові вершники» (1982). Прорив у кар'єрі відбувся після ролі у «Захиснику» (1976). Після цього він з'явився в декількох адаптаціях Луї Л'Амура, таких як «Швидкі та мертві» (1987) і «Конагер» (1991), роль у якому принесла йому номінацію «Золотий глобус» за кращого актора — мінісеріалу (телевізійного фільму). Він отримав свій другий «Золотий глобус» і першу номінацію «Премітемі» на премію «Еммі» для дівчат Буффало (1995). Інші фільми з початку 1990-х включають у себе роль Джона Буфорда в історичній драмі Геттісберг (1993) і у амплуа Вергілія Ерпа у вестерні «Тумстоун» (також 1993).
У 2000-х роках Елліотт з'явився у допоміжних ролях у драмі «We Were Soldiers» (2002), а також у фільмах « Hulk» (2003) і «Ghost Rider» (2007). У 2015 році він знявся у серіалі «Justified», за який отримав премію"Critics 'Choice Television Award", а в 2016 році почав брати участь у серіалі Netflix «The Ranch». Згодом він зіграв головну роль у комедії-драмі «Герой» (2017). Наступного року Елліот зіграв у музичній драмі «Народження зірки» (2018), де отримав номінацію на премію «Оскар» за найкращу чоловічу роль другого плану, премію «Вибір критиків», премію Гільдії кіноакторів і за оглядом «Національної ради» отримав нагороду за краще виконання ролі другого плану.

## Дитинство та юність

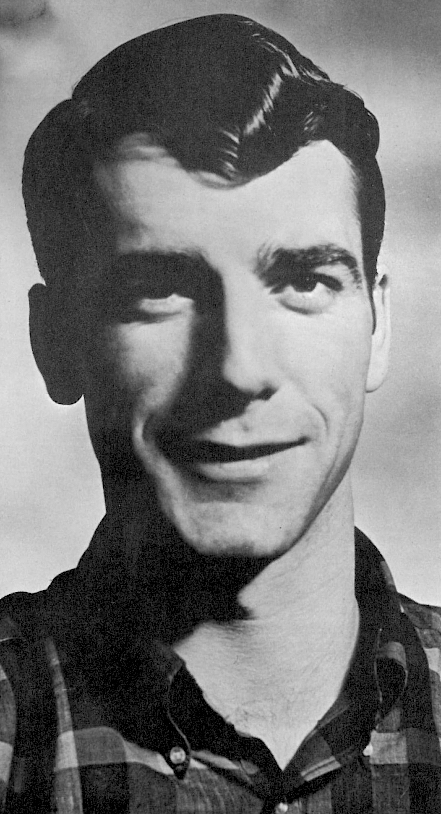
Фото Елліотта в коледжі 1965 року

Самуель Пак Елліотт народився 9 серпня 1944 року в Сакраменто, Каліфорнія, мати — Глін Мамі (родина Спаркс), працювала інструктором з фізичної підготовки і вчителем середньої школи, а батько — Генрі Нельсон Елліотт був спеціалістом з контролю хижаків в організації Міністерство внутрішніх справ. За походженням його батьки родом з Ель-Пасо, штат Техас, також Елліотт має родича, який брав участь у битві за Аламо . Самуель разом з родиною змінили місце проживання з Каліфорнії на Портленд, штат Орегон; на той час майбутньому актору було 13 років.
Елліотт провів свої юнацькі роки, проживаючи у північно-східному Портленді, і закінчив середню школу ім. Девіда Дугласа у 1962 році. По тому Елліотт навчався в університеті штату Орегон за спеціалістю англійська мова та психологія, після двох термінів навчання відмовився. Він повернувся до Портленду і відвідував коледж Кларка в сусідньому Ванкувері, штат Вашингтон, де закінчив дворічну програму і став одним із лідерів у мюзиклі "Хлопці та ляльки". Ванкуверська газета «Колумбійська» спрогнозувала, що Елліотт може зробити кар'єру професійного актора. Після закінчення колледжу в 1965 році Елліот знову вступив до університету штату Орегон і присягнув у братерстві «Сігма Альфа Епсіліон». Він не зміг закінчити навчання, бо його батько несподівано помер від інфаркту.

## Літературні джерела
1. ↑  Deutsche Nationalbibliothek Record #1019237503 // Gemeinsame Normdatei — 2012—2016.
2. ↑  SNAC — 2010.
3. ↑  GeneaStar
4. 1 2  Harris, Aisha (2 лютого 2015). Sam Elliott On Being the Hollywood Embodiment of the Old West. Slate. Процитовано 23 серпня 2015.
5. ↑  Movies & TV: Sam Elliott Biography. The New York Times. Архів оригіналу за 27 листопада 2011. [Архівовано 2011-05-19 у Wayback Machine.]
6. ↑  Sam Elliott Biography (1944-). FilmReference.com. Процитовано 8 травня 2013.
7. 1 2 3 4  Baker, Mark (13 липня 2017). At home in Oregon: A critically acclaimed lead role for actor Sam Elliott raises the part-time Oregonian’s profile around town. The Register-Guard. Eugene, Oregon. Архів оригіналу за 15 грудня 2018. Процитовано 31 січня 2019.
8. ↑   https://www.findagrave.com/memorial/98114217/henry-nelson-elliott
9. ↑  McDonnell, Brandy (20 квітня 2018). Interviews, photos and video: Sam Elliott and Katharine Ross talk marriage, Westerns, favorite projects and more. The Oklahoman. Oklahoma City, Oklahoma. Архів оригіналу за грудень 15, 2018. Процитовано січень 31, 2019.
10. ↑  Cohen, Cindy Graff (6 серпня 2018). Sam Elliott channels dad’s integrity in latest character. El Paso Inc. El Paso, Texas. Архів оригіналу за 6 серпня 2018.
11. 1 2 3  Hewitt, Scott (23 червня 2017). Clark College grad Sam Elliott, The Hero. The Columbian. Vancouver, Washington. Архів оригіналу за 6 жовтня 2018.
12. 1 2  Turnquist, Kristi (14 липня 2017). Have you spotted Sam Elliott in Oregon?. The Oregonian. Portland, Oregon. Архів оригіналу за 22 грудня 2017.
13. ↑  King, Lynnea Chapman (2014). The Coen Brothers Encyclopedia. Lanham, Maryland: Rowman & Littlefield. с. 60. ISBN 978-0-810-88577-6.